# Отон Раух
Отон Егорович Раух (на руски: Оттон Егорович Раух) е руски офицер, генерал-лейтенант. Участник в Руско-турската война (1877 – 1878).

## Биография
Отон Раух е роден на 16 януари 1834 г. в Естландска губерния в семейството на потомствен дворянин. Посвещава се на военното поприще. Завършва училище за гвардейски подпрапоршчици и юнкери. Произведен е в първо офицерско звание прапоршчик с назначение в лейбгвардейския Преображенски полк (1851). Завършва Николаевската академия на Генералния щаб на Руската армия (1855). Получава назначение в Гвардейския генерален щаб. Служи като началник на щаба на 14-а пехотна дивизия (1864), помощник на началника на Одеския военен окръг (1865). Повишен е във военно звание генерал-майор от 1867 г.
Участва в Руско-турската война (1877 – 1878). Назначен е за помощник на началника на Предния отряд генерал-лейтенант Йосиф Гурко. Участва в похода на отряда по направлението Търново – Стара Загора. С конно-пионерния дивизион осигурява преминаването през Хаинбоазкия проход. Участва в отбраната на Стара Загора.
Назначен е за командир на 2-ра стрелкова бригада от 1-ва Гвардейска пехотна дивизия, включена в състава на Западния отряд с командир генерал-лейтенант Николай Криденер. Участва в битката при Горни Дъбник. С превземането му се прави решителна крачка по затваряне обсадата на Плевен.
Прехвърлен е в Западния отряд с командир генерал-лейтенант Йосиф Гурко. Командир на 1-ва Гвардейска пехотна дивизия. Участва в зимното преминаване на Стара планина. На 11 ноември 1877 г. е началник на 2-рата колона от главните сили на отряда с командир генерал-майор Павел Шувалов. Превзема селата Ябланица и Видраре. Нанася главния уда по Орханийската османска армия при село Правец.
Командир на авангарда на Западния отряд при зимното преминаване на Стара планина. След битката при Ташкесен частите на генерал-майор Отон Раух са насочени за превземането на София. Бие се при село Враждебна и преследвайки по петите османските сили, влиза в София. Първи са ескадроните на Кавказката казашка бригада и Гродненския хусарски полк. Същия ден генерал-лейтенант Йосиф Гурко и генерал-майор Отон Раух присъстват на тържествения молебен по случай освобождението на София в Катедралния храм на града.
При последвалото руско настъпление в Тракия и след превземането на Пловдив дивизията на генерал-майор Отан Раух достига до Сан Стефано.
След войната за проявена храброст и командирско умение е награден с орден „Свети Георги“ IV и III ст. Повишен е във военно звание генерал-лейтенант. Служи като командир на 22-ра пехотна дивизия и на 15-и армейски корпус. Умира във Варшава през 1890 г.

## Памет
При местността Превала на Хаинбоазкия проход е паметникът, издигнат в чест на преминаването на Предния отряд през Стара планина. Улица в град Правец е наименувана „Генерал Отон Раух“.